# Neoperla variegata
Neoperla variegata är en bäcksländeart som beskrevs av František Klapálek 1909. Neoperla variegata ingår i släktet Neoperla och familjen jättebäcksländor. Inga underarter finns listade i Catalogue of Life.